# مارتن ماكغراث
مارتن ماكغراث (بالإنجليزية: Martin McGrath)‏ هو لاعب كرة قدم بريطاني في مركز الوسط، ولد في 15 أكتوبر 1960 في هندون (لندن) في المملكة المتحدة. لعب مع أكسفورد سيتي ونادي بورنموث ونادي ساوثهامبتون.